# Onthophagus kashmirensis
Onthophagus kashmirensis är en skalbaggsart som beskrevs av Vladimir Balthasar 1966. Onthophagus kashmirensis ingår i släktet Onthophagus och familjen bladhorningar. Inga underarter finns listade i Catalogue of Life.